# Comté de Washington (Idaho)
Pour les articles homonymes, voir Comté de Washington.
Le comté de Washington est l’un des 44 comtés de l’État de l’Idaho, aux États-Unis. Au recensement de 2010, la population était de 10 198 habitants. Son siège est Weiser. Le comté a été créé en 1879 et nommé en l'honneur de George Washington, président des États-Unis.

## Géolocalisation
|                           | Comté d'Adams       |              |
| Comté de Baker (Oregon)   | Comté de Washington | Comté de Gem |
| Comté de Malheur (Oregon) | Comté de Payette    |              |

## Démographie
| 1880 | 1890  | 1900  | 1910   | 1920  | 1930  |
| ---- | ----- | ----- | ------ | ----- | ----- |
| 879  | 3 836 | 6 882 | 11 101 | 9 424 | 7 962 |

| 1940  | 1950  | 1960  | 1970  | 1980  | 1990  |
| ----- | ----- | ----- | ----- | ----- | ----- |
| 8 853 | 8 576 | 8 378 | 7 633 | 8 803 | 8 550 |

| 2000  | 2010   | - | - | - | - |
| ----- | ------ | - | - | - | - |
| 9 977 | 10 198 | - | - | - | - |

## Principales villes
- Cambridge
- Midvale
- Weiser